# Antonia Susan Duffy
Antonia Susan Duffy   (Sheffield, 24 d'agost de 1936 - Londres, 16 de novembre de 2023), més coneguda com a A. S. Byatt, va ser una novel·lista, poeta i crítica literària anglesa, guanyadora del Premi Booker el 2008. El diari The Times la va anomenar en la seva llista dels millors escriptors britànics des de 1945.

## Biografia
A. S. Byatt, nascuda com Antonia Susan Drabble, filla d'un jutge i germana de la novel·lista Margaret Drabble, estudià i es llicencià al Newnham College de Cambridge. Cursà estudis de postgrau a Somerville College, Universitat d’Oxford i en Bryn Mawr College als Estats Units. Va ser professora en la Universitat de Londres, des de 1972 a 1983, abans de dedicar-se a escriure a temps complet. S'especialitzà en crítica literària en l'University College London i en crítica d’art, que ensenyà al Central Saint Martins College of Art and Design.
El 1959 es casa amb Ian Charles Rayner Byatt. La parella tingué una filla i un fill que va morir en un accident de cotxe als 11 anys. Entre 1962 i 1971 Byatt realitzà diverses conferències en la Universitat de Londres. El 1969 el matrimoni de Byatt es dissolgué. El mateix any es tornà a casar amb Peter John Duffy. La parella tingué dues filles. Entre 1981 i 1983 exercí com a professora d'anglès en la University College de Londres.
Entre els seus treballs crítics es troben Degrees of Freedom (1965). El 1990 rebé el Premi Booker de ficció, un dels més apreciats al Regne Unit, amb la seva novel·la Possession, amb la qual es donà a conèixer com a escriptora i que es convertí en un best-seller que fins i tot s'adaptà al cinema. El 1990 Byatt fou guardonada amb l'Orde de l'Imperi Britànic. Byatt és coneguda principalment per la seva obra narrativa, lligada a la tradició literària anglesa i en particular al romanticisme i a la literatura victoriana, en què sovint barreja elements de crítica literària, feminisme i girs d’estil propers al realisme màgic.

## Obres
- 1964 - Shadow of a Sun[6]
- 1967 - The Game
- 1976 - The Virgin in the Garden
- 1985 - Still Life
- 1987 - Sugar and Other Stories
- 1990 - Possession: a romance[3]
- 1991 - Passions of the Mind
- 1992 - Angels and Insects
- 1993 - The Matisse Stories
- 1994 - The Djinn in the Nightingale's Eye: five fairy stories
- 1994 - Degrees of Freedom: the early novels of Iris Murdoch
- 1996 - Babel Tower
- 1998 - The Oxford Book of English Short Stories (com a editor)
- 1998 - Elementals: Stories of Fire and Ice
- 2000 - The Biographer's Tale
- 2000 - On Histories and Stories
- 2001 - Portraits in Fiction
- 2002 - A Whistling Woman
- 2003 - A.S. Byatt is awarded the Chevalier de l'Ordre des Arts et des Lettres (France).
- 2003 - Little Black Book of Stories
- 2009 - The Children's Book[8]